# Bandobena pyrigona
Bandobena pyrigona là một loài bướm đêm trong họ Geometridae.